# Hassi Cheggar
Hassi Cheggar är en kommun i departementet Sélibabi i Mauretanien. Kommunen har en yta på 527,9 km2, och den hade 20 265 invånare år 2013.